# Aleksandr Raskàtov
Aleksandr Raskàtov   (Moscou, 9 de març de 1953), nom complet amb patronímic Aleksandr Mikhàilovitx Raskàtov, rus: Алекса́ндр Миха́йлович Раска́тов, és un compositor rus.
El pare de Raskàtov era un dels principals periodistes de la revista Krokodil, la seva mare era metge i heroïna de guerra de la Segona Guerra Mundial. Raskàtov va estudiar composició amb Albert Leman i Tíkhon Khrénnikov al Conservatori de Moscou. El 1990 fou compositor en residència a la Universitat de Stetson i el 1998 a Lockenhaus. Raskàtov era membre de la Unió de Compositors Soviètics; després del col·lapse de la Unió Soviètica, és membre de la Unió de Compositors de Rússia. A principis dels anys noranta es va traslladar a Alemanya, després a França el 2004. Raskàtov és membre de l'Agència d'Autors Russos (RAO). El fill de Raskàtov, Valentin Raskatov, és editor col·laborador de l'agència de notícies Sputnik a Alemanya que es considera un "agent estranger" als EUA.

## Estil musical
La música de Raskàtov, especialment el seu desenvolupament sonor, està influenciada per Modest Mussorgski i Anton Webern. Les seves obres vocals es basen sovint en textos de poetes russos com Aleksandr Blok o Joseph Brodsky. El seu concert per a viola Path-Put-Chemin-Weg es va encarregar amb motiu dels 50 anys de Yuri Bashmet i Valeri Gergiev i es va estrenar a Le Chatelet el gener del 2003. La televisió nacional holandesa (NTR va gravar un documental sobre el concert)) i es pot veure a través de l'enllaç
Irina Schnittke, la vídua d'Alfred Schnittke, li va confiar la reconstrucció de la novena simfonia de Schnittke del 1998, que va acabar el 2007. El juny de 2010, la seva òpera A Dog's Heart va rebre l'estrena mundial a l'"Dutchpera Nacional d'Holanda", a Amsterdam, en una coproducció amb l'"Englishpera Nacional Anglesa", on es va veure el novembre de 2010. La producció, de Simon McBurney, també s'ha representat al La Scala de Milà (el març del 2013 amb Paulo Szot) i a l'Òpera Nacional de Lió (el gener del 2014).
Una de les seves peces musicals més recents, titulada Un somni de nits blanques, es va estrenar al Royal Festival Hall (Londres, Regne Unit; dirigida per Vladimir Jurowski) el setembre del 2011. Això va donar lloc a l'encàrrec d'una altra obra, Green Mass, que va ser estrenada per Jurowski i el LPO juntament amb el Cor del Clare College de Cambridge el 2016.